# Municipio de South Platte
El municipio de South Platte (en inglés: South Platte Township) es un municipio ubicado en el condado de Hall en el estado estadounidense de Nebraska. En el año 2010 tenía una población de 799 habitantes y una densidad poblacional de 8,5 personas por km².

## Geografía
El municipio de South Platte se encuentra ubicado en las coordenadas 40°45′5″N 98°25′30″O / 40.75139, -98.42500. Según la Oficina del Censo de los Estados Unidos, el municipio tiene una superficie total de 94 km², de la cual 92,59 km² corresponden a tierra firme y (1,5 %) 1,41 km² es agua.

## Demografía
Según el censo de 2010, había 799 personas residiendo en el municipio de South Platte. La densidad de población era de 8,5 hab./km². De los 799 habitantes, el municipio de South Platte estaba compuesto por el 98,37 % blancos, el 0,25 % eran amerindios, el 0,25 % eran asiáticos, el 0,25 % eran de otras razas y el 0,88 % eran de una mezcla de razas. Del total de la población el 1,25 % eran hispanos o latinos de cualquier raza.